# Bondei
I Bondei sono un gruppo etnico residente soprattutto sulla catena montuosa dell'Usambara nella regione di Tanga situata nel nordest della Tanzania. I Bondei parlano la lingua bondei, che è una lingua Bantu simile alla Lingua shambala e a quella zigula, e sono relazionati al gruppo etnico Shambaa, anche loro abitanti nella stessa regione. 
La lingua bondei è sempre meno parlata nel territorio a causa della diffusione della lingua swahili tra i giovani.
La popolazione è di circa 100.000 unità.
I Bondei si sono distinti come gruppo etnico verso la metà del XIX secolo, quando erano ancora governati dal potente re degli Shambaa, e in pochi anni i Bondei proclamarono la loro indipendenza dagli Shambaa.

## Cultura

### Fiabe e racconti
- La storia di una vecchia - fiaba
- La tartaruga e il falcone - fiaba
- Chi trova prende - racconto
- Il cacatoa e il gallo - racconto